# Left of the Middle
Left of the Middle ist das Debütalbum der australisch-britischen Sängerin Natalie Imbruglia aus dem Jahr 1997. Das Album avancierte zum weltweiten Top-10-Erfolg und Millionenseller.

## Entstehung und Veröffentlichung
Die Erstveröffentlichung von Left of the Middle erfolgte am 24. November 1997 bei RCA Records. Das Album erschien in seiner Originalausführung als CD mit zwölf Titeln (Katalognummer: 74321 54441). Am 28. Oktober 2016 erschien das Album erstmals als LP-Ausführung bei Music on Vinyl (Katalognummer: MOVLP1721).
Mit einer Ausnahme wurden alle Lieder von der Interpretin selbst, zusammen mit wechselnden Koautoren, geschrieben. Das Lied Torn ist eine Coverversion des Originals Brændt von Lis Sørensen (1993). Für die Produktion zeichneten Matt Bronleewee, Mark Goldenberg, Phil Thornalley und Andy Wright verantwortlich.

## Titelliste
| #   | Titel               | Autor(en)                                  | Länge |
| --- | ------------------- | ------------------------------------------ | ----- |
| 1.  | Torn                | Scott Cutler, Anne Preven, Phil Thornalley | 4:04  |
| 2.  | One More Addiction  | Natalie Imbruglia, Dave Munday, Thornalley | 3:30  |
| 3.  | Big Mistake         | Imbruglia, Mark Goldenberg                 | 3:54  |
| 4.  | Leave Me Alone      | Imbruglia, Andy Wright                     | 4:21  |
| 5.  | Wishing I Was There | Imbruglia, Colin Campsie, Thornalley       | 3:52  |
| 6.  | Smoke               | Imbruglia, Matt Bronleewe                  | 4:37  |
| 7.  | Pigeons and Crumbs  | Imbruglia, Goldenberg                      | 5:21  |
| 8.  | Don’t You Think?    | Campsie, Thornalley                        | 3:55  |
| 9.  | Impressed           | Imbruglia, Rick Palombi, Nick Trevisik     | 4:47  |
| 10. | Intuition           | Imbruglia, Munday, Thornalley              | 3:22  |
| 11. | City                | Imbruglia, Thornalley                      | 4:34  |
| 12. | Left of the Middle  | Imbruglia, Steve Booker                    | 3:46  |

## Singleauskopplungen
| Jahr | Titel               | Höchstplatzierung, Gesamtwochen, AuszeichnungChartplatzierungen (Jahr, Titel, , Platzierungen, Wochen, Auszeichnungen, Anmerkungen) | Höchstplatzierung, Gesamtwochen, AuszeichnungChartplatzierungen (Jahr, Titel, , Platzierungen, Wochen, Auszeichnungen, Anmerkungen) | Höchstplatzierung, Gesamtwochen, AuszeichnungChartplatzierungen (Jahr, Titel, , Platzierungen, Wochen, Auszeichnungen, Anmerkungen) | Höchstplatzierung, Gesamtwochen, AuszeichnungChartplatzierungen (Jahr, Titel, , Platzierungen, Wochen, Auszeichnungen, Anmerkungen) | Höchstplatzierung, Gesamtwochen, AuszeichnungChartplatzierungen (Jahr, Titel, , Platzierungen, Wochen, Auszeichnungen, Anmerkungen) | Höchstplatzierung, Gesamtwochen, AuszeichnungChartplatzierungen (Jahr, Titel, , Platzierungen, Wochen, Auszeichnungen, Anmerkungen) | Anmerkungen                                                                  |
| Jahr | Titel               | DE | AT | CH | UK | US | AU | Anmerkungen                                                                  |
| ---- | ------------------- | --- | --- | --- | --- | --- | --- | ---------------------------------------------------------------------------- |
| 1997 | Torn                | DE4 (23 Wo.)DE | AT3 (15 Wo.)AT | CH2 (26 Wo.)CH | UK2 (20 Wo.)UK | US42 (31 Wo.)US | AU2 (20 Wo.)AU | Erstveröffentlichung: 27. Oktober 1997 Original: Lis Sørensen – Brændt, 1993 |
| 1998 | Big Mistake         | — | — | — | UK2 (10 Wo.)UK | — | AU6 (21 Wo.)AU | Erstveröffentlichung: 23. Februar 1998                                       |
| 1998 | Wishing I Was There | DE68 (9 Wo.)DE | — | — | UK19 (5 Wo.)UK | — | AU24 (7 Wo.)AU | Erstveröffentlichung: 18. Mai 1998                                           |
| 1998 | Smoke               | — | — | — | UK5 (7 Wo.)UK | — | AU42 (3 Wo.)AU | Erstveröffentlichung: 5. Oktober 1998                                        |

## Rezensionen
Allmusic-Kritiker Greg Prato äußerte sich positiv über das Album Left of the Middle. Es erfülle mit seinem entspannten Alternativ-Pop und dem melodisch-süßen Gesang die durch die Vorab-Single Torn geweckten Erwartungen. Diese sei zwar der beste Titel des Albums, aber das poppig-rockige Stück Big Mistake reiche fast heran. Imbruglia habe ihren eigenen Stil. Im Gegensatz zu manchen anderen Pop-Sängern wage sie – unterstützt von Mixer Nigel Godrich – auch Experimente mit elektronischen Sounds, was sich unter anderem bei dem Track Smoke zeige.

## Kommerzieller Erfolg

### Chartplatzierungen
| ChartsChartplatzierungen       | Höchstplatzierung | Wochen |
| ------------------------------ | ----------------- | ------ |
| Australien (ARIA)              | 1 (61 Wo.)        | 61     |
| Deutschland (GfK)              | 4 (29 Wo.)        | 29     |
| Österreich (Ö3)                | 11 (16 Wo.)       | 16     |
| Schweiz (IFPI)                 | 3 (24 Wo.)        | 24     |
| Vereinigte Staaten (Billboard) | 10 (52 Wo.)       | 52     |
| Vereinigtes Königreich (OCC)   | 5 (101 Wo.)       | 101    |

| ChartsJahrescharts (1997)    | Platzierung |
| ---------------------------- | ----------- |
| Vereinigtes Königreich (OCC) | 41          |

| ChartsJahrescharts (1998)    | Platzierung |
| ---------------------------- | ----------- |
| Australien (ARIA)            | 5           |
| Deutschland (GfK)            | 22          |
| Schweiz (IFPI)               | 24          |
| Vereinigtes Königreich (OCC) | 19          |

### Auszeichnungen für Musikverkäufe
| Land/Region                  | Auszeichnungen für Musikverkäufe (Land/Region, Auszeichnung, Verkäufe) | Verkäufe  |
| ---------------------------- | ---------------------------------------------------------------------- | --------- |
| Australien (ARIA)            | 5× Platin                                                              | 350.000   |
| Belgien (BRMA)               | Platin                                                                 | (50.000)  |
| Frankreich (SNEP)            | Gold                                                                   | (100.000) |
| Europa (IFPI)                | 2× Platin                                                              | 2.000.000 |
| Japan (RIAJ)                 | Platin                                                                 | 200.000   |
| Kanada (MC)                  | 3× Platin                                                              | 300.000   |
| Mexiko (AMPROFON)            | Gold                                                                   | 100.000   |
| Neuseeland (RMNZ)            | Platin                                                                 | 15.000    |
| Niederlande (NVPI)           | Gold                                                                   | (50.000)  |
| Schweden (IFPI)              | Gold                                                                   | (40.000)  |
| Schweiz (IFPI)               | Platin                                                                 | (50.000)  |
| Spanien (Promusicae)         | Platin                                                                 | (100.000) |
| Vereinigte Staaten (RIAA)    | 2× Platin                                                              | 2.000.000 |
| Vereinigtes Königreich (BPI) | 3× Platin                                                              | (900.000) |
| Insgesamt                    | 4× Gold · 20× Platin ·                                                 | 4.965.000 |